# Mittelamerikanischer Tapir
Der Mittelamerikanische Tapir, auch Baird-Tapir genannt, (Tapirus bairdii) ist eine Säugetierart aus der Familie der Tapire (Tapiridae). Er ist in Mittelamerika verbreitet und kommt dort sowohl im Flachland als auch bis in Höhen von 3600 m vor. Die Vertreter der Tapirart leben einzelgängerisch und ernähren sich überwiegend von weicher Pflanzenkost. Der Bestand des Mittelamerikanischen Tapirs gilt als bedroht, was auf die Zerstörung der Lebensräume, häufig tropischer Regenwald, zurückzuführen ist. Der wissenschaftliche Name ehrt den US-amerikanischen Zoologen Spencer Fullerton Baird (1823–1887).

## Körperbau

### Habitus

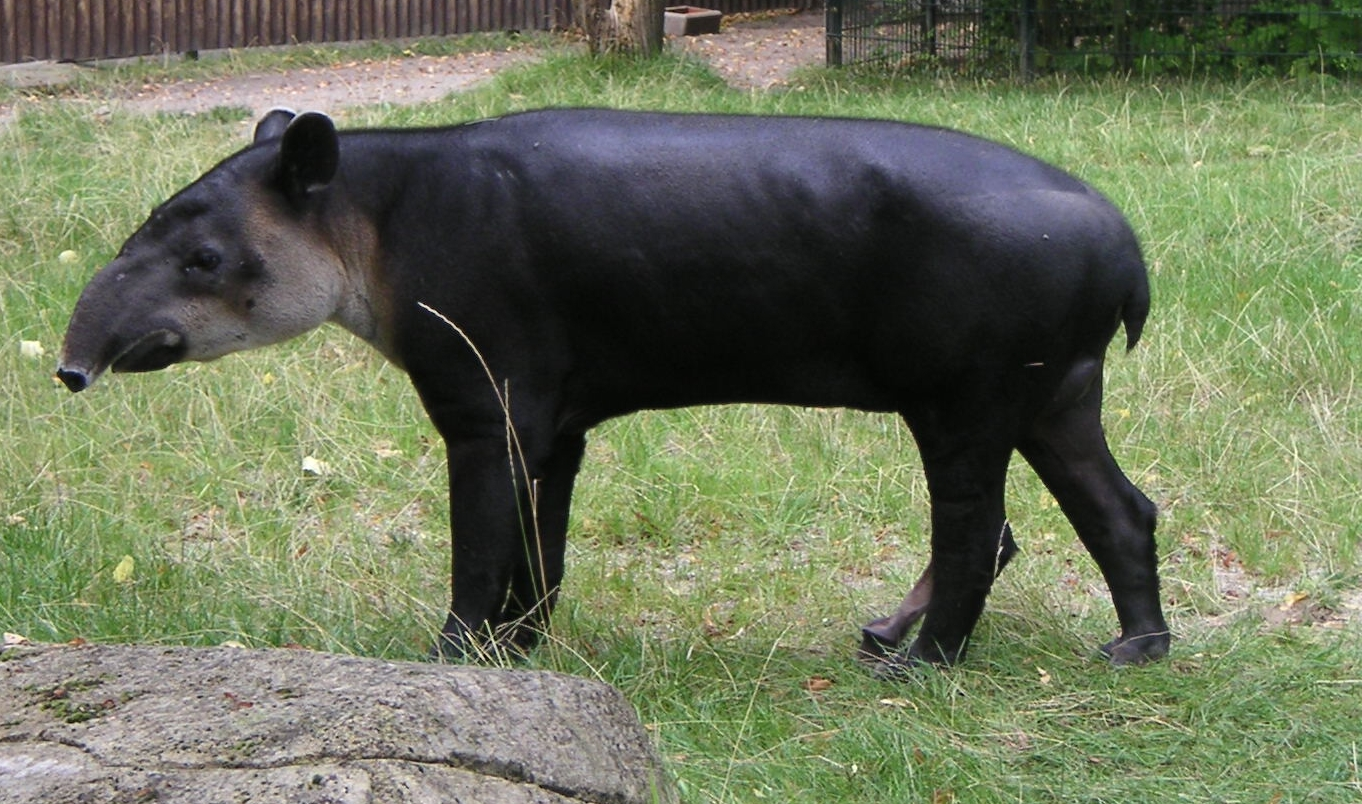
Mittelamerikanischer Tapir

Mit einer Kopf-Rumpf-Länge von rund 200 cm, einer Körperhöhe von bis zu 120 cm und einem Gewicht von 150 bis zu 300 kg ist der Mittelamerikanische Tapir nicht nur der größte neuweltliche Tapir, sondern auch das größte wildlebende Säugetier der amerikanischen Tropen (Neotropis). Er sieht dem Flachlandtapir (Tapirus terrestris) sehr ähnlich, ist aber größer und hat eine kürzere Nackenmähne. Die Haut ist vor allem im hinteren Körperbereich sehr dick. Das Fell zeichnet sich durch eine dunkelbraune Tönung aus, die Wangen und die Kehle sind markant gelblich-grau. Wie für Tapire typisch hat der Mittelamerikanische Tapir einen schwerfällig wirkenden Körperbau mit schlanken, aber kräftigen Beinen. Die Vorderfüße enden in vier und die Hinterfüße in drei Zehen, der Schwanz ist nur ein kurzer Stummel. Das Gesicht ist wie bei allen Tapiren durch den kurzen Rüssel charakterisiert.

### Schädel- und Gebissmerkmale

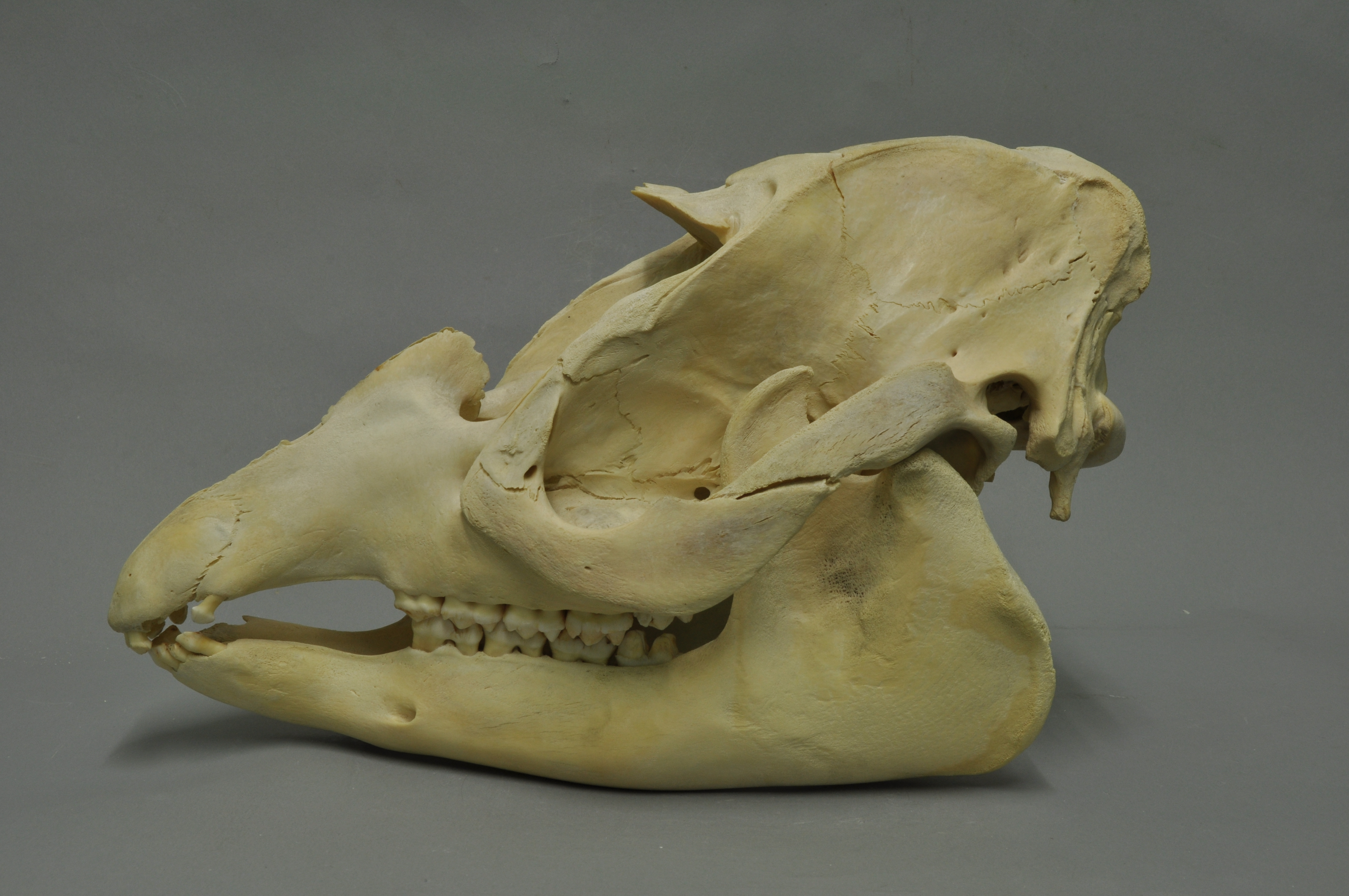
Schädel des Mittelamerikanischen Tapirs (Sammlung Museum Wiesbaden)

Der Schädel des Mittelamerikanischen Tapirs ist rund 40 cm lang und relativ schmal. Im Gegensatz zum Flachland- (Tapirus terrestris) und zum Bergtapir (Tapirus pinchaque) besitzt dieser aber keinen ausgeprägten Scheitelkamm, sondern seitlich an der Gehirnkapsel ansetzende knöcherne Erhebungen (parasagittale Rücken), zwischen denen sich eine flache Scheitelebene befindet. Das Hinterhauptsbein weist eine eher rechtwinklige Form auf und ist kurz. Ebenso ist das Nasenbein, welches sich für Tapire typisch weit hinter dem Zwischenkieferknochen befindet, deutlich gekürzt und gehört zu den am stärksten reduzierten unter allen Tapiren. Die Reduktion einzelner Knochen des vorderen Gesichtsbereiches ist ein Resultat aus der Entwicklung des Rüssels, der eine Verschmelzung der Nase mit der Oberlippe darstellt.
Der Unterkiefer ist bis zu 31 cm lang und weist einen eher niedrigen Knochenkörper auf. Das Gebiss ist wie bei allen Tapiren nur wenig reduziert und besitzt bei ausgewachsenen Individuen folgende Zahnformel: {\displaystyle {\frac {3.1.4.3}{3.1.3.3}}}. Die jeweils äußeren Schneidezähne des Oberkiefers (I3) sind deutlich vergrößert und konisch geformt, während alle anderen, auch jene des Unterkiefers, eine eher nur geringe Größe erreichen. Dafür ist im Unterkiefer der Eckzahn ebenfalls vergrößert und steht dem äußeren Schneidezahn des Oberkiefers gegenüber, während der obere Eckzahn verkleinert ist. Zwischen Schneide- und Eckzähnen besteht jeweils ein kleines Diastema, ein wesentlich größeres ist zur hinteren Bezahnung ausgebildet. Die Prämolaren und Molaren sind sich sehr ähnlich. Sie besitzen eine niedrige Zahnkrone (brachyodont) und weisen auf der Kaufläche zwei querstehende Zahnschmelzleisten (bilophodont) mit kleinen Höckern am jeweiligen Ende auf.

### Sinnesleistungen und Lautäußerungen
Der Sehsinn ist beim Mittelamerikanischen Tapir wie bei allen Tapirarten eher schlecht, das Gehör funktioniert dagegen sehr gut. Die Hauptkommunikation findet allerdings olfaktorisch über die Nase statt. Um Artgenossen in größerer Distanz auf sich aufmerksam zu machen, nutzt der Tapirvertreter ein hohes, schrilles Pfeifen. Auch verschiedene Alarm- oder Stresslaute sind bekannt.

## Verbreitung und Lebensraum

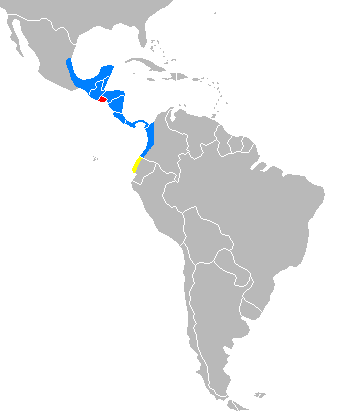
Verbreitungsgebiet

Der Mittelamerikanische Tapir ist vom südlichen Teil Mexikos über Mittelamerika bis in das nordwestliche Kolumbien am Westfuß der Anden verbreitet. Eine häufig angenommene Besiedlung der Küstenregionen Ecuadors in historischer Zeit konnte jüngeren Untersuchungen zufolge nicht bestätigt werden. Dabei kommt er unter anderem in den Flachlandregionen des Petén und der Halbinsel Yucatán vor, wo sein Lebensraum bevorzugt tropische Regenwälder umfasst. In der mittelamerikanischen Gebirgslandschaft ist er aber auch bis in eine Höhe von 3600 m über dem Meeresspiegel nachweisbar. Hier bewohnt er überwiegend Bergnebelwälder, die teils sehr feucht sind und einen Jahresniederschlag von bis zu 2.600 mm besitzen. Allerdings werden auch Sekundärwälder und teils Buschlandschaften besiedelt. Die Tapirart ist häufig in der Nähe von Gewässern zu finden.
Die Populationsdichte des Mittelamerikanischen Tapirs ist relativ gering, In der Regel kommt nur ein Tier auf 4 km² vor, gebietsweise sogar nur auf 20 km². Die geringe Populationsdichte geht auf die deutlich zersplitterten und weit über Mittelamerika verstreuten Lebensräume zurück, die durch die Expansion der menschlichen Besiedlungen geschaffen wurden.

## Lebensweise

### Territorialverhalten

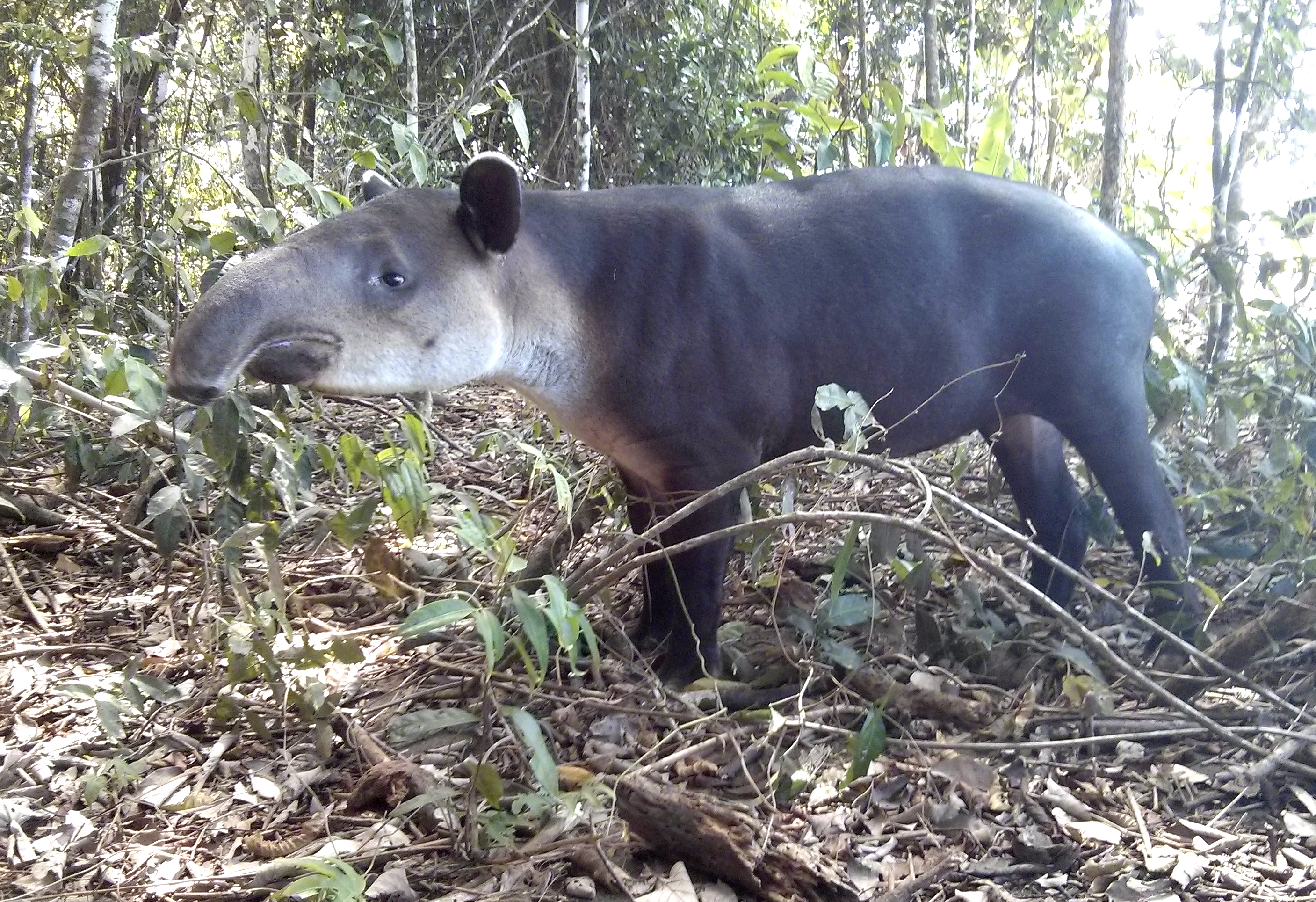
Der Corcovado-Nationalpark in Costa Rica beherbergt eine Population des Mittelamerikanischen Tapirs

Wie alle Tapire ist der Mittelamerikanische Tapir ein nachtaktiver Einzelgänger, der sich tagsüber ins Dickicht zurückzieht. Er kann gut schwimmen und wühlt oft im Schlamm. Tapirgruppen kommen nur in der Brunftzeit oder als Mutter-Jungtier-Beziehung vor. Die Vertreter des Mittelamerikanischen Tapirs leben territorial in Revieren. Jene der Männchen sind dabei durchschnittlich 1,5 km² groß, die der Weibchen mit 1 km² nur wenig kleiner. Dabei überlappen sich die Areale teilweise an den Grenzen. Die Variation der Größe eines Territoriums über das Jahr schwankt nur gering. Ein Revier umfasst in der Regel verschiedene Vegetationstypen, die von Wäldern über Busch- zu Graslandschaften reichen, ausreichend Wasser ist allerdings eine Grundvoraussetzung. Bei der Wanderung zu den verschiedenen Aktivitätszonen, wie Fress-, Rast- oder Schwimmplätzen, legt ein Tier Pfade an, die aber wahrscheinlich weniger strikt wiederbenutzt werden als beim Bergtapir. Allerdings werden diese auch, wie bei den anderen Tapirarten, mit Kot und Urin markiert, was häufig in Gewässernähe vorkommt. Dabei nutzt der Mittelamerikanische Tapir regelmäßig die gleichen Plätze, so dass nach einiger Zeit hohe Abfallhaufen entstehen. Die Fäkalienhaufen dienen auch als wichtiges innerartliches Kommunikationsmittel.

### Ernährungsweise
Der Mittelamerikanische Tapir ist ein spezialisierter Pflanzenfresser und ernährt sich von Blättern, Früchten, Zweigen und anderen Pflanzenteilen. Dabei machen faserige Pflanzenteile fast die Hälfte der aufgenommenen Nahrung aus. Die Bevorzugung weicher Pflanzenkost lässt sich auch in der Anatomie anhand der niederkronigen Zähne mit den Schmelzhöckern und -leisten auf den Kauflächen und der rüsselartigen Nase und Oberlippe erkennen. Je nach Region sind 30 bis mehr als 60 Pflanzenarten aus bis zu 20 Familien bekannt, die vom Mittelamerikanischen Tapir verzehrt werden, die Gesamtartanzahl wird mit mehr als 90 angegeben. Dazu gehören unter anderem Aronstab-, Brechnuss- oder Gesneriengewächse, des Weiteren auch Buchengewächse und Süßgräser. Darüber hinaus spielen Früchte, wie z. B. von der Gattung Licania, je nach Region eine wichtige Rolle. Aufgrund seiner Wanderungen verbreitet der Mittelamerikanische Tapir auch zahlreiche Pflanzenarten über wieder ausgeschiedene Samen, wie es beim Breiapfelbaum nachgewiesen wurde. Das Aufsuchen von Salz- oder Minerallecken, die bei den anderen Tapirarten eine wichtige Rolle spielen, wurde beim Mittelamerikanischen Tapir bisher nicht beobachtet. Dass die Tapirart derartige Stellen möglicherweise nicht nutzt, könnte mit der häufig eher küstennahen Verbreitung und dem Überwiegen von kalksteinreichen Felsformationen im mittelamerikanischen Gebirgshochland zusammenhängen.

### Fortpflanzung
Mit mindestens drei Jahren ist der Mittelamerikanische Tapir geschlechtsreif. Beim weiblichen Tier setzt die Brunft alle 25 bis 38 Tage ein und hält etwa einen Tag an. Während dieser Zeit werben die Männchen um das Weibchen. Die Tragzeit nach der Begattung, die zum Teil auch im Wasser stattfinden kann, dauert zwischen 384 und 399 Tage. In der Regel bringt das Muttertier ein einzelnes Jungtier zur Welt. Dieses ist – wie alle Tapirkälber – mit einem hellen, tarnenden Streifenmuster versehen, das sich im Lauf des zweiten Lebenshalbjahres verliert. Während der ersten zehn Tage bleibt das Kalb in einem Versteck, dann folgt es aktiv dem Muttertier. Mit rund einem Jahr ist das Jungtier endgültig entwöhnt und selbständig. Das höchste Lebensalter, das bisher beim Mittelamerikanischen Tapir festgestellt werden konnte, liegt bei 31 Jahren.

### Interaktionen mit anderen Tierarten
Der Mittelamerikanische Tapir ist ein sehr scheues Tier, das sich im Bedrohungsfall oft ins Gebüsch oder ins Wasser zurückzieht bzw. zur Flucht neigt. Als einzige Fressfeinde gelten der Jaguar und der Puma, im Bedarfsfall kann die Tapirart sich aber gut mit ihren kräftigen Zähnen des vorderen Gebisses verteidigen. Sehr selten kommt es zu Angriffen des Mittelamerikanischen Tapirs auf den Menschen.

### Parasiten
Wie die anderen Tapirarten auch wird der Mittelamerikanische Tapir von zahlreichen Parasiten befallen. Vor allem Zecken spielen dabei eine große Rolle. Dies trifft vor allem auf die Gattungen Amblyomma, Ixodes und Dermacentor zu, die zum Teil auch Krankheiten übertragen.

## Systematik und Stammesgeschichte
Der Mittelamerikanische Tapir ist eine Art der Gattung der Tapire (Tapirus) innerhalb der im Deutschen gleichnamigen Familie der Tapire (Tapiridae) und der Ordnung der Unpaarhufer (Perissodactyla). Innerhalb der Gattung Tapirus wird der Mittelamerikanischen Tapir von einigen Fachleuten in die Untergattung Tapirella gestellt, während die beiden südamerikanischen Arten zur Untergattung Tapirus gehören. Die Gattung Tapirus selbst ist stammesgeschichtlich sehr alt und trat bereits im Miozän in Europa auf. Die heutigen fünf Vertreter der Gattung haben unterschiedlichste Verwandtschaftsgrade. Molekulargenetischen Untersuchungen zufolge trennte sich zuerst der asiatische Schabrackentapir (Tapirus indicus) vor 25 Millionen Jahren von der Linie der Tapire ab, ihm folgte der Mittelamerikanische Tapir vor 11 Millionen Jahren. Sehr viel später, nämlich erst vor rund 2 Millionen Jahren, spalteten sich dann die südamerikanischen Vertreter ab. Die Einwanderung der Gattung Tapirus nach Nordamerika war dabei wahrscheinlich ein singuläres Ereignis und erfolgte im späten Miozän. Der älteste Nachweis stammt dabei mit Tapirus johnsoni aus Nebraska und ist zwischen 11 und 9 Millionen Jahre alt. Der Mittelamerikanische Tapir ist wesentlich näher mit den fossilen nordamerikanischen Tapiren des späten Miozän bis Pleistozän als mit den heutigen aus Südamerika verwandt. Die nächstverwandten Arten sind Tapirus haysii und Tapirus veroensis, aber auch der Zwergtapir Tapirus polkensis.
Weitere genetische Analysen ergaben eine wesentlich geringere Variabilität innerhalb des Mittelamerikanischen Tapirs als bei den anderen amerikanischen Tapirvertretern. Dabei konnte das Vorkommen von zwei getrennten Gruppen ermittelt werden, die sich vor rund 2,4 Millionen Jahren trennten. Eine der Gruppen bewohnt mit Mexiko und Guatemala eher den nördlichen Teil des Verbreitungsgebietes und spaltete sich ihrerseits noch einmal vor rund 600.000 Jahren auf. Die zweite Gruppe umfasst die südlichen Populationen, die ebenfalls eine weitere Spaltung vor rund 1,7 Millionen Jahren erfuhren. Die geringe genetische Diversität geht möglicherweise auf einen Zusammenbruch der Population in der Vergangenheit zurück und wird durch die Zersplitterung des Besiedlungsgebietes noch verstärkt.

## Gefährdung und Schutz

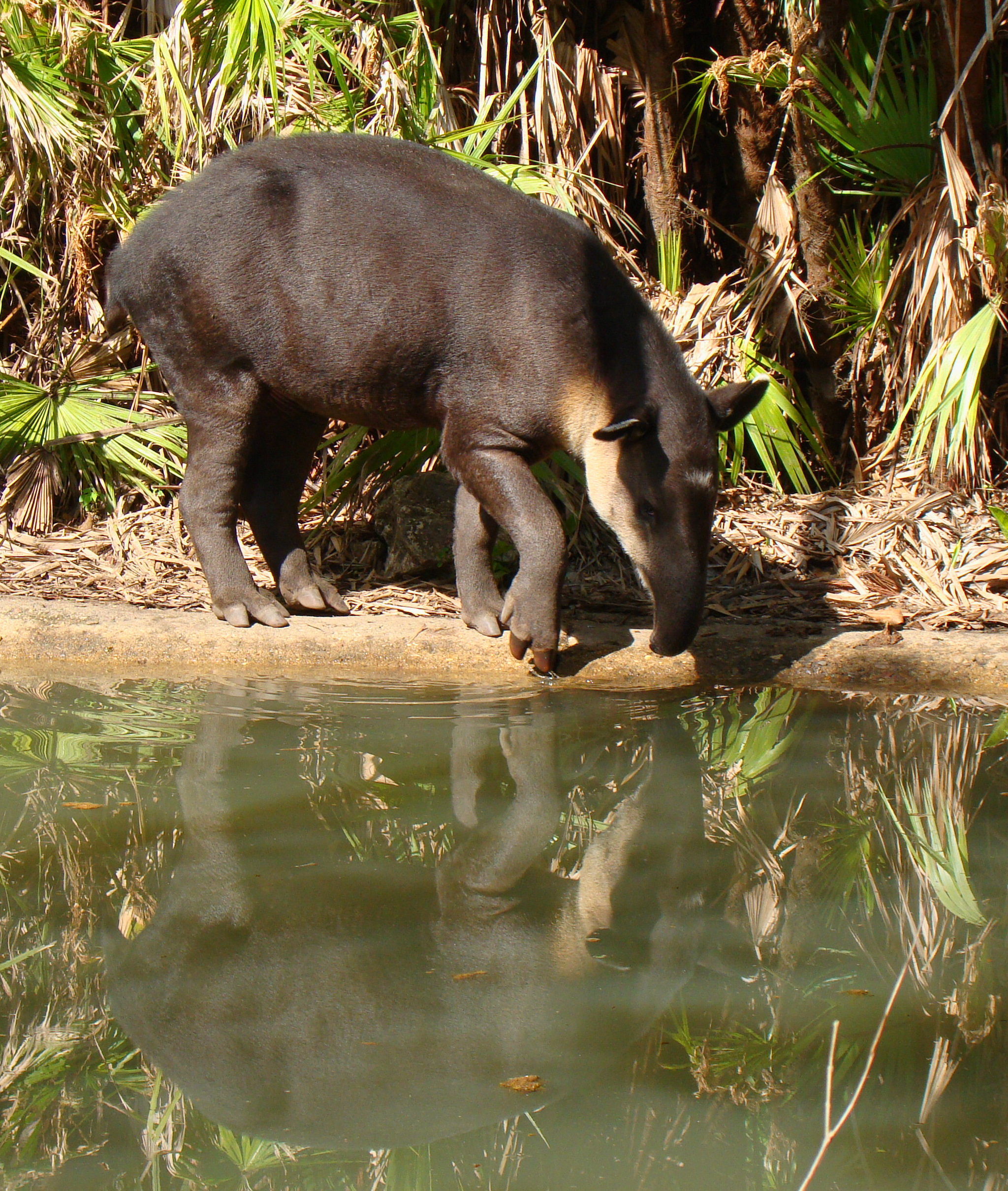
Mittelamerikanischer Tapir im Belize-Zoo

Die IUCN führt den Mittelamerikanischen Tapir als stark gefährdet (endangered). Die Gesamtpopulation wird auf weniger als 5500 Tiere geschätzt, wobei größere Populationen noch in Mexiko mit rund 1500 Individuen und Guatemala, Costa Rica bzw. Panama mit je 1000 Individuen bestehen. Vollständig verschwunden ist der Mittelamerikanische Tapir in El Salvador. Bedeutend ist die Miskito-Region von Honduras bis Nicaragua, wo noch zahlenmäßig große Gruppen des Mittelamerikanischen Tapirs in einem zusammenhängenden Areal zu finden sind. Die Gesamtpopulation brach ein, nachdem in der zweiten Hälfte des 20. Jahrhunderts 70 % der Regenwälder Mittelamerikas durch Ausbau der Landwirtschaft, der Verkehrswege und die Ausdehnung der menschlichen Besiedlung vernichtet wurden und es so zu einer starken Fraktionierung der Lebensräume kam. Weitere Bedrohungen sind die Jagd und gezielte Tötung durch den Menschen, was in den meisten Ländern illegal ist, aber auch die Übertragung von Krankheiten durch Hausrinder und andere landwirtschaftliche Nutztiere.
Es gibt mehrere Schutzmaßnahmen für den Mittelamerikanischen Tapir, die von der Tapir Specialist Group der IUCN koordiniert werden. Ein wichtiger Aspekt stellt dabei die Wiedereinführung der Tapirart in El Salvador dar, möglicherweise im Nationalpark El Imposible oder im Naturschutzgebiet Barra de Santiago - Sector Santa Rita, wo zwischen 2002 und 2004 auch die letzten Fußspuren des Mittelamerikanischen Tapirs entdeckt wurden. Zu Schutz- und Forschungszwecken wurden in vielen Nationalparks in Mittelamerika an für die Tapirart strategisch wichtigen Stellen Kamerafallen aufgestellt, die die Beobachtung der Tiere in freier Wildbahn erlauben. Zur Untersuchung und Bestimmung der Populationsdichte in einzelnen Gebieten werden auch die Aktivitätsspuren und -hinterlassenschaften analysiert, was helfen kann, die einzelnen Bestände zu stabilisieren.